# Podskalí (Žihobce)
Podskalí (místním nářečím i Podškalí, Počkalí; dříve též Skály) je osada na jihozápadním okraji obce Žihobce v okrese Klatovy v Plzeňském kraji. Osada má ulicový charakter a nachází se v ní 22 domů s číslem popisným a další domy a stodoly. Prochází tudy silnice III/17127 (Žihobce – Podskalí – II/171) a modrá turistická značka, osada je napojena na obecní vodovod. Podskalím též protéká Žihobecký potok, v okolí se nacházejí bývalé hliněné lomy a vrch Na Hájích (571 m). V osadě stojí křížek „u Jáchyma“.
Stojí zde také stará cihelna (dříve zde stály celkem čtyři), v níž v současné době sídlí technické oddělení obecního úřadu. V areálu cihelny stojí starý komín. Podskalí je využíváno pro rekreaci – nachází se zde fotbalové hřiště, koupaliště s kempem, letní restaurací a tenisovými kurty.